# Fragen an den Autor
Fragen an den Autor ist eine der ältesten deutschsprachigen Sachbuchsendungen. Seit 1969 wird sie vom Saarländischen Rundfunk produziert und sonntags von 9:04 bis 10:00 Uhr live ausgestrahlt. Bis einschließlich 27. Februar 2003 lief sie bei SR 1 Europawelle, seitdem bei SR 2 Kulturradio. Von Januar 2010 bis Februar 2014 wurde die Sendung zudem von DRadio Wissen live übernommen.
Je Sendung wird jeweils ein Sachbuch, dessen Thema von Politik und Wirtschaft bis hin zu Gesundheit und Erziehung reichen kann, im gemeinsamen Gespräch mit dem Autor vorgestellt. Die Hörer haben Gelegenheit, sich direkt über Telefon sowie per E-Mail mit Fragen an den Autor zu wenden. Im Blog zur Sendung werden Fragen auch noch nachträglich beantwortet. Unter den Anrufern werden Buchpreise verlost.
Weiterhin gibt es mehrmals im Jahr eine öffentliche Veranstaltung.
Moderator war von 1981 bis Ende März 2017 Jürgen Albers. Sein Nachfolger als Redakteur ist Kai Schmieding. Die Moderation der Sendung wechselt seitdem.
Neben dem Podcast der aktuellen Sendung gibt es ein weiteres Angebot, über das eine Auswahl historischer Ausgaben erneut zu hören ist, den sogenannten „Klassiker-Feed“.